# Tzniut
Il termine tzniut (ebraico: צניעות, tzniut, pronuncia sefardita tzeniut(h); ashkenazita tznius, "modestia", o "riservatezza") è usato nell'ambito dell'ebraismo e ha la sua maggior importanza come concetto nell'ebraismo ortodosso, a volte anche nell'ebraismo conservatore. È usato per descrivere sia il tratto caratteriale di modestia e di umiltà sia un gruppo di leggi religiose ebraiche relative al comportamento in generale, soprattutto tra i sessi. Il termine è spesso usato per le regole di abbigliamento delle donne (alcune donne tagliano i capelli [quasi] "sino al limite" benché ciò non sia usuale: cfr Matrimonio (religione)).

## Bibbia e Talmud
L'umiltà è un ideale di grande importanza nell'ebraismo. Mosè viene descritto nella Bibbia ebraica come "uomo molto umile, più di chiunque altro sulla faccia della terra." (Libro dei Numeri 12:3). Sebbene l'aggettivo usato per Mosè fosse anav (ענו) e non tzana (צָנַע), parola imparentata col nome tzniut. Il verbo tzana "essere umile" appare nel Libro dei Proverbi 11:2 e in Michea 6:8: "camminare umilmente".
Il Talmud afferma che l'umiltà è uno dei tratti caratteristici del popolo ebraico (Talmud, "Trattato Yevamot" 79a).

## Descrizione
Tzniut comprende un gruppo di leggi che si occupano di modestia, sia nel vestire sia nel comportamento. Nel Talmud babilonese Rabbi Elazar Bar Tzadok collegava l'ingiunzione del Libro di Michea 06:08, di "camminare" umilmente (hatzne'a leches) col tuo Dio, come riferimento alla modestia e discrezione nel vestire e nel comportamento ("Trattato Sukah" 49b).
Nella dimensione giuridica della letteratura rabbinica ortodossa la questione della tzniut è discussa in termini più tecnici: quanta pelle una persona possa mostrare e così via. Nonostante questi dettagli, il concetto di umiltà e modestia, come tratto positivo del carattere, come pratica e modo di vita, è insegnato e imposto dalla letteratura rabbinica come estremamente importante.

## Cabala ebraica
Nella saggezza mistica ebraica essa è "speculare" alla "ricezione" della sapienza: anche nella Torah viene insegnato che essa è come il vino che deve essere contenuto in vasi di argilla, in questo caso preferibile persino all'argento e all'oro.